# Ambrysus occidentalis
Ambrysus occidentalis är en insektsart som beskrevs av La Rivers 1951. Ambrysus occidentalis ingår i släktet Ambrysus och familjen vattenbin. Inga underarter finns listade i Catalogue of Life.